# معبد وات پو

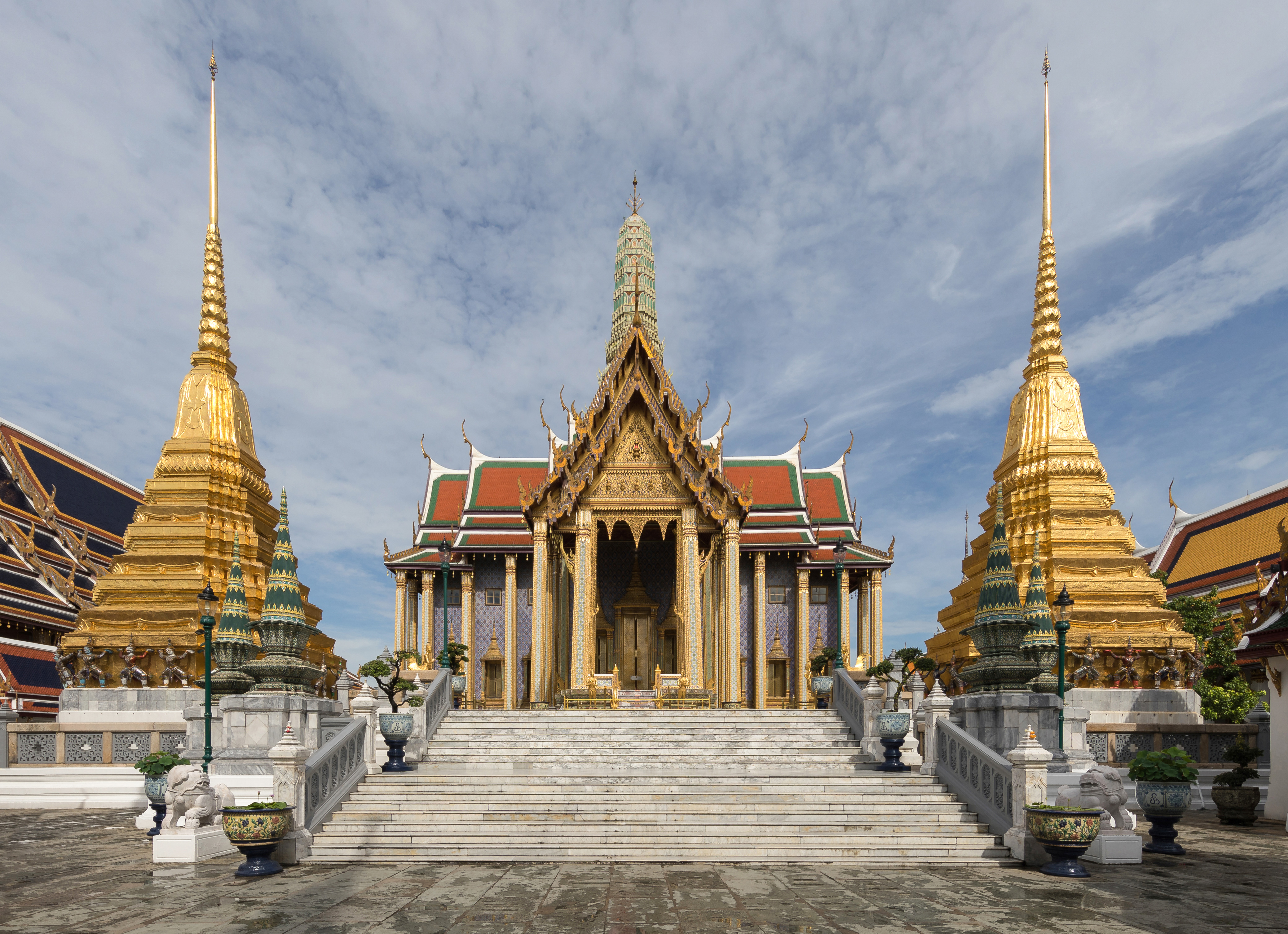
معبد وات پو در بخشی از کاخ سلطنتی در مرکز شهر بانکوک جای گرفته‌است و تندیس بودای زمردی را در خود جای داده است. این تندیس مقدس، به عنوان نماد محافظت از نهاد پادشاهی برای مردم تایلند مقدس و دارای اهمیت ویژه‌ای است.

معبد وات پو به معنای کاخ زمردین بودا، مقدس‌ترین معبد بودایی در تایلند شناخته می شود. این مبعد از مجموعه از تعدادی ساختمان در محوطه های کاخ بزرگ در مرکز تاریخی بانکوک تشکیل شده است. در آن مجسمه بودای زمردی قرار دارد که به عنوان پالادیوم کشور تایلند مورد احترام است.

## نگارخانه

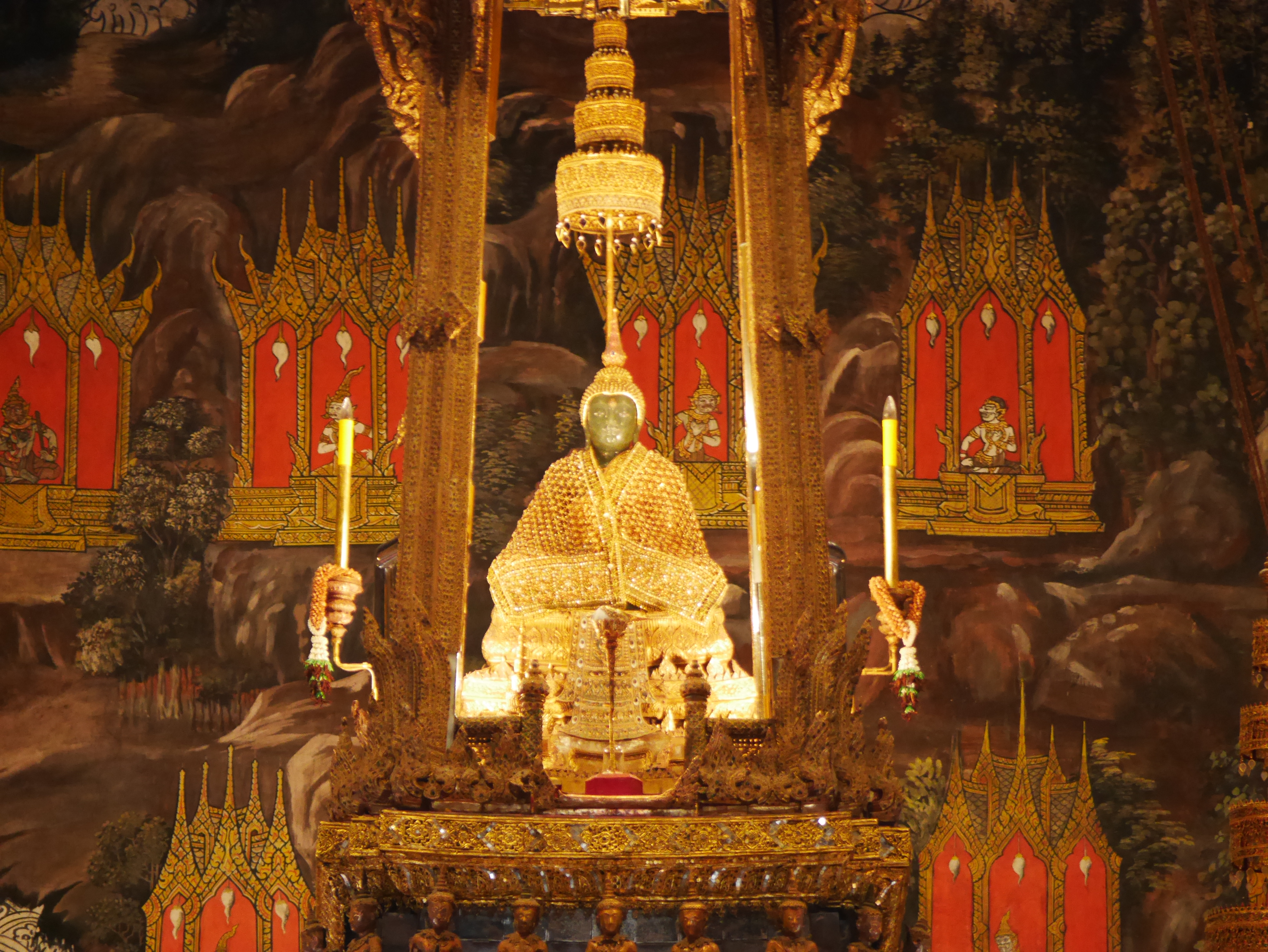
مجسمهٔ بودای زمردین
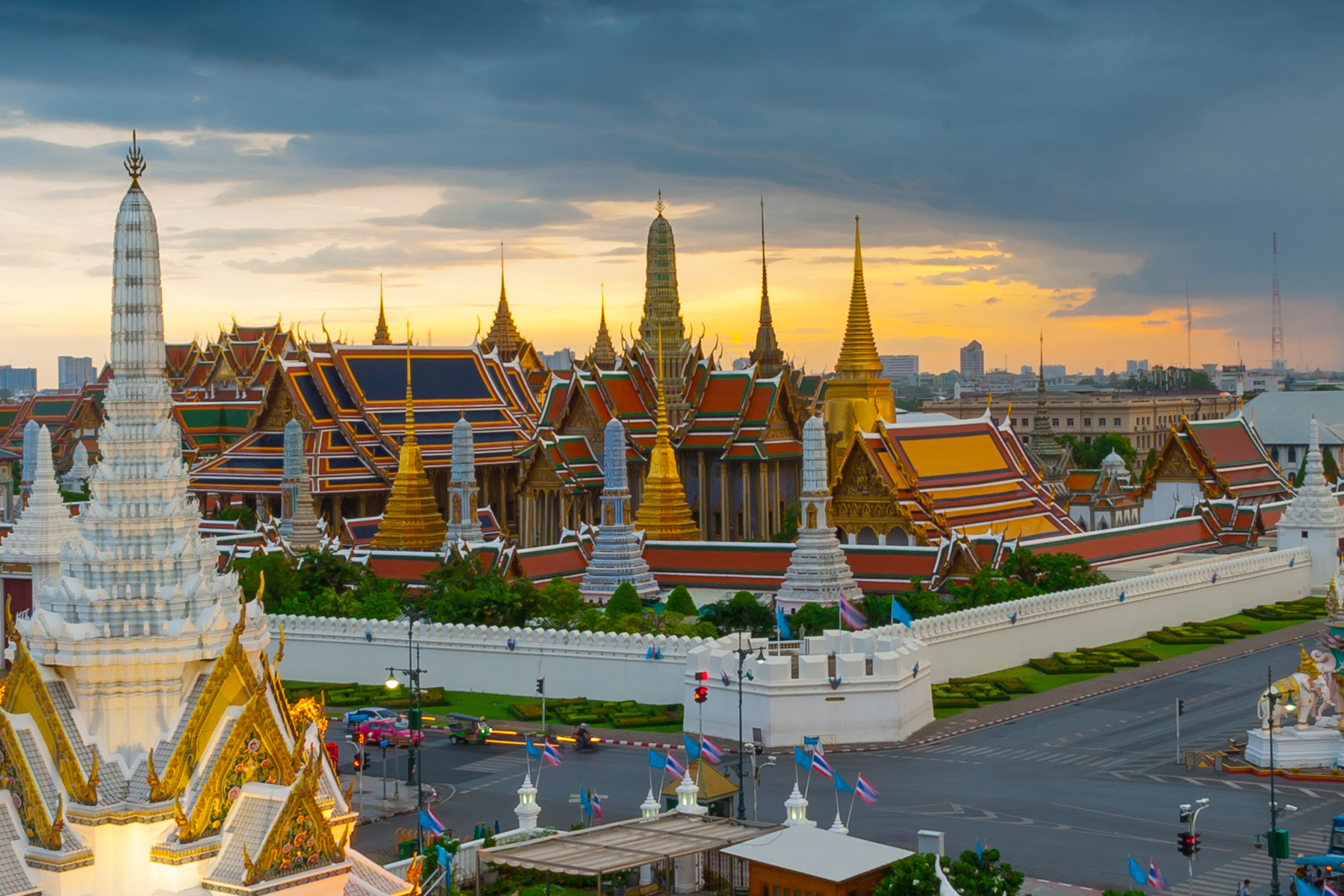
مجموعه معبد‌ وات بو از بیرون دیوارهای کاخ بزرگ